# Canarium euphyllum
Canarium euphyllum är en tvåhjärtbladig växtart som beskrevs av Wilhelm Sulpiz Kurz. Canarium euphyllum ingår i släktet Canarium och familjen Burseraceae. Inga underarter finns listade i Catalogue of Life.